# Lindarängens ispalats
Lindarängens ispalats var en konstfryst isrink inrymd i en hangarbyggnad vid Lindarängens flyghamn vid nuvarande frihamnen i Stockholm 1931–1938. Arenan invigdes den 5 december 1931 av Sveriges dåvarande kung Gustaf V. Rinken var 52 x 25 meter. Anläggningen hade en publikkapacitet runt 1 500 åskådare. 
 Publikrekordet sattes i SM-finalen 1936.  
Inne i ispalatset arrangerades bland annat svenska mästerskapet i curling 1932, vilket var första gången SM avgjordes inomhus. Här spelades flera svenska mästerskapsfinaler i ishockey under 1930-talet, och AIK, Djurgårdens IF och Hammarby IF spelade sina hemmamatcher här. Även konståkningstävlingar anordnades här. 
På grund av dålig ekonomi stängdes ispalatset i mars 1938. 1952 stängdes flyghamnen och sjöviken fylldes igen på 1960-talet för att bli containerterminal. Själva hangarbyggnaden står däremot kvar och är K-märkt.

### Fotnoter
1. ↑  ”Idrottsanläggningar i Stockholm : en historisk exposé”. Stockholmskällan. http://www.stockholmskallan.se/Soksida/Post/?nid=19992. Läst 20 augusti 2014.